# Parque nacional de Khao Yai
El Parque Nacional de Khao Yai (en en tailandés, เขาใหญ่) es un parque nacional del nordeste de Tailandia. Está mayormente en la provincia de Nakhon Ratchasima, pero también en partes de las provincias de Saraburi, de Prachinburi y de Nakhon Nayok. Es el primer parque nacional del país, y fue fundado el 18 de septiembre de 1962. El gran impulsor de su creación fue Boonsong Lekakul, uno de los conservacionistas más famosos del siglo XX en Tailandia.
Es el tercer parque más grande de Tailandia. Cubre un área de 2.168 kilómetros cuadrados, incluyendo los bosques perennes y las praderas. Su altitud sobre el nivel del mar es de 400 a 1000 m. Hay 3.000 especies de plantas, 320 especies de aves y 67 especie de mamíferos, incluyendo el oso negro asiático, el elefante asiático, el gaur, el tigre, el gibón, el sambar, el muntíaco, el dole, y el cerdo salvaje. Sus cascadas incluye la Heo Narok de 80 metros y Haeo Suwat que se hizo famosa en la película La Playa. 
Estudios recientes sobre la fauna muestran la fauna, en particular los pocos tigres residentes, que están afectadas por la actividad humana cerca del centro del parque. Este estudio no ha afectado a la política del gobierno sobre concesiones de alojamiento privadas dentro del parque.
El parque es a menudo visitado por viajeros de Tailandia del Nordeste y de Bangkok, para los que existen sobre 50 km de caminos para los excursionistas. 
En el año 2005 el parque junto con las Montañas de Dong Phayayen fue inscrito como Patrimonio de la Humanidad por la Unesco con el nombre 'Conjunto forestal de Dong Phayayen y Khao Yai. Las tierras contiguas al parque nacional son cada vez más urbanizadas, con hoteles de lujo y campos de golf para los visitantes de fin de semana de Bangkok. Estos desarrollos limita a la fauna a estrechos pasillos, reduciendo la futura conservación y la capacidad del hábitat.
El coste de la entrada es de 400 baht (USD 12) para los extranjeros que no posean permiso de trabajo y de 20 (USD 0,60) para los tailandeses. Las comidas están disponibles en concesiones privadas dentro del parque. Los animales a la vista por lo general están limitados a los ciervos y los gatos civet, y sólo raras veces incluyen a los elefantes.
El 18 de septiembre de 2017 Google homenajeó al Parque con un Doodle en su 55° aniversario.

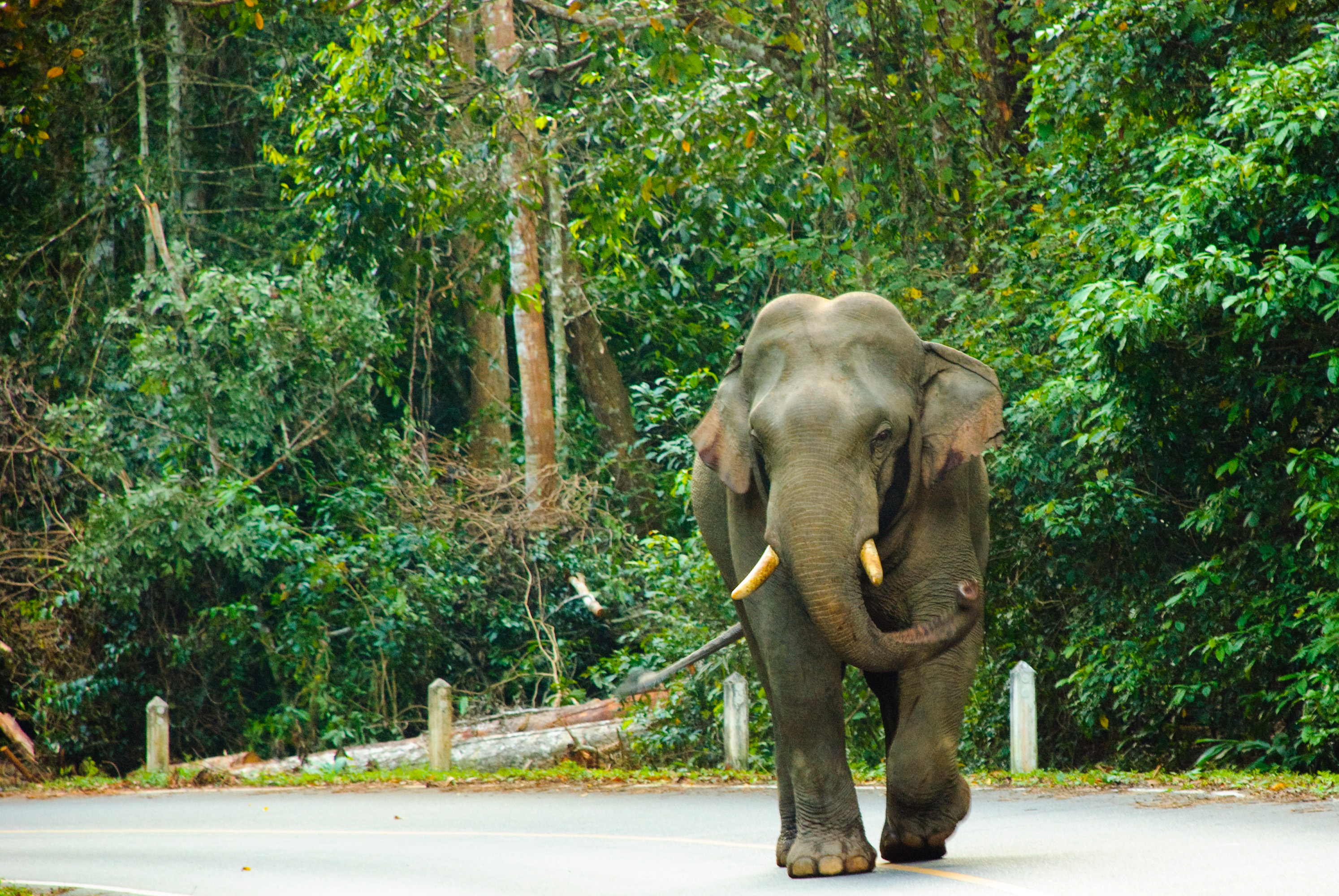
Elefantes asiáticos, Khao Yai
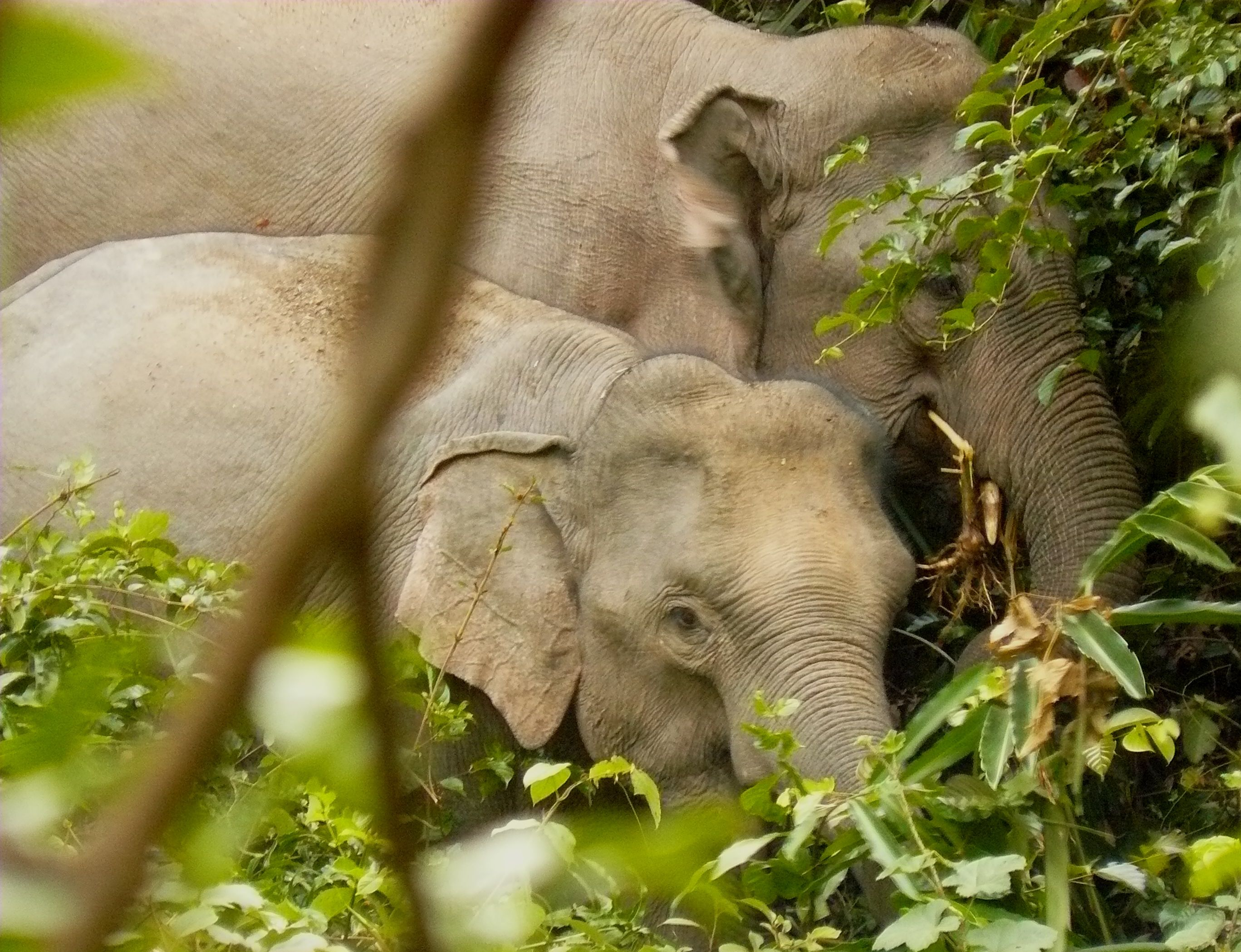
Más elefantes
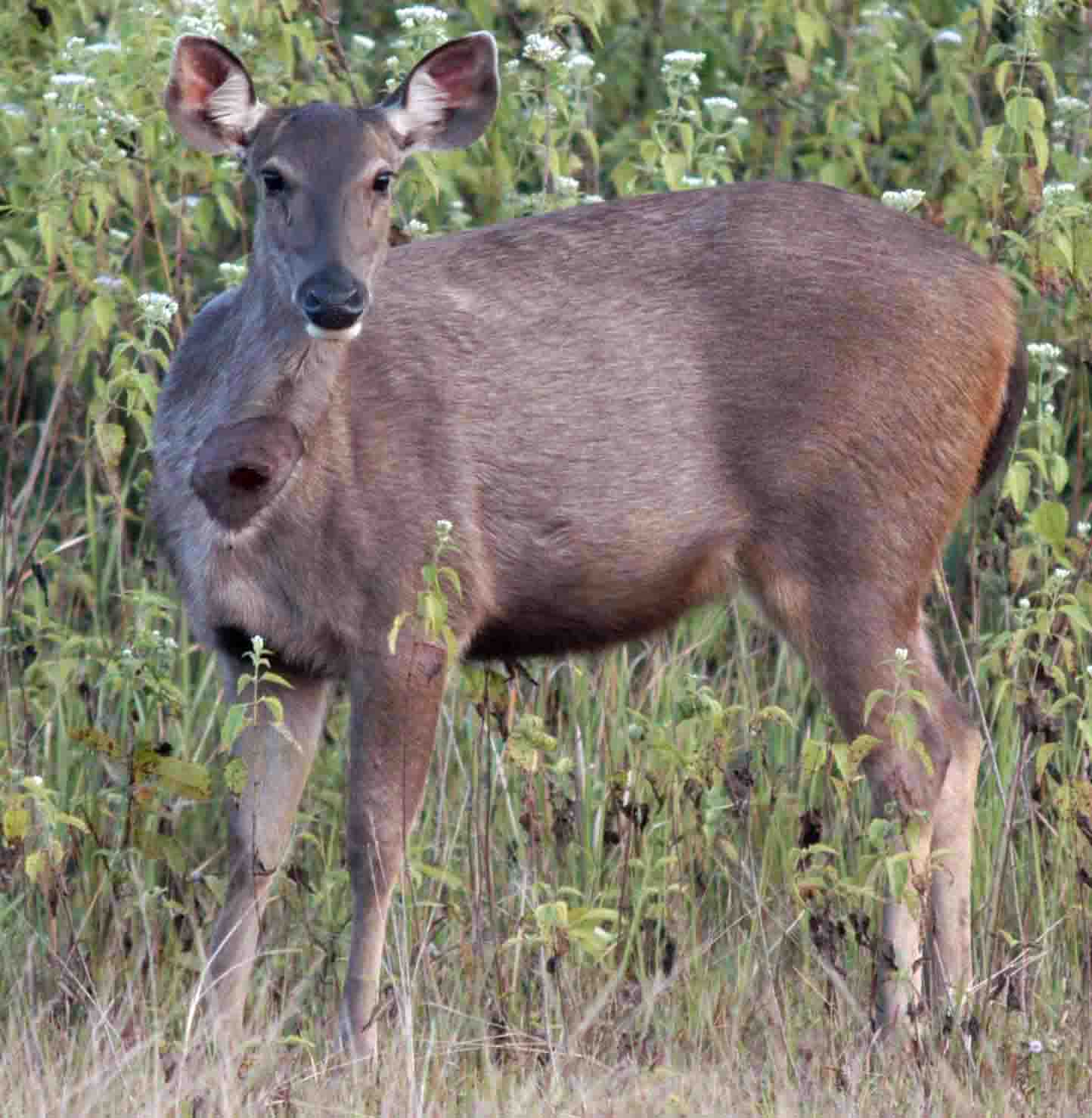
Rusa unicolor un sambar.
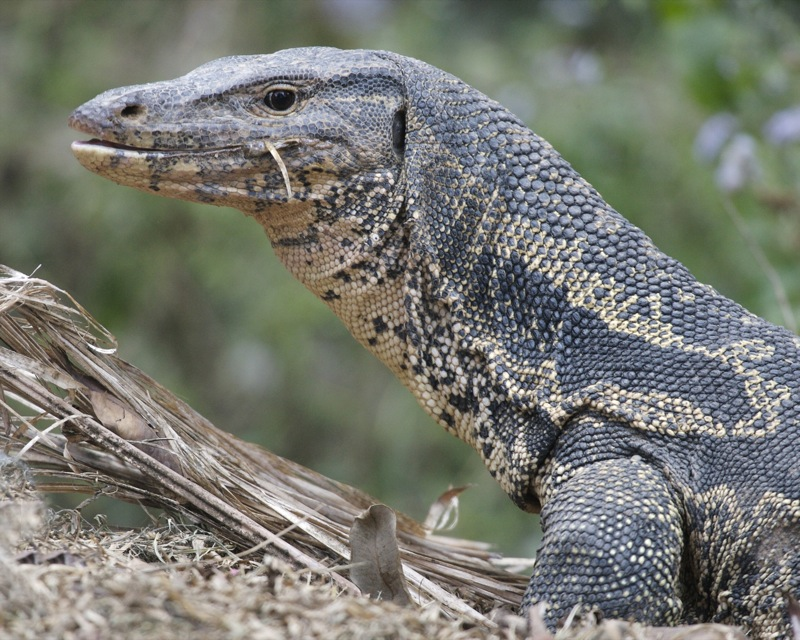
Varanus salvator un varano.
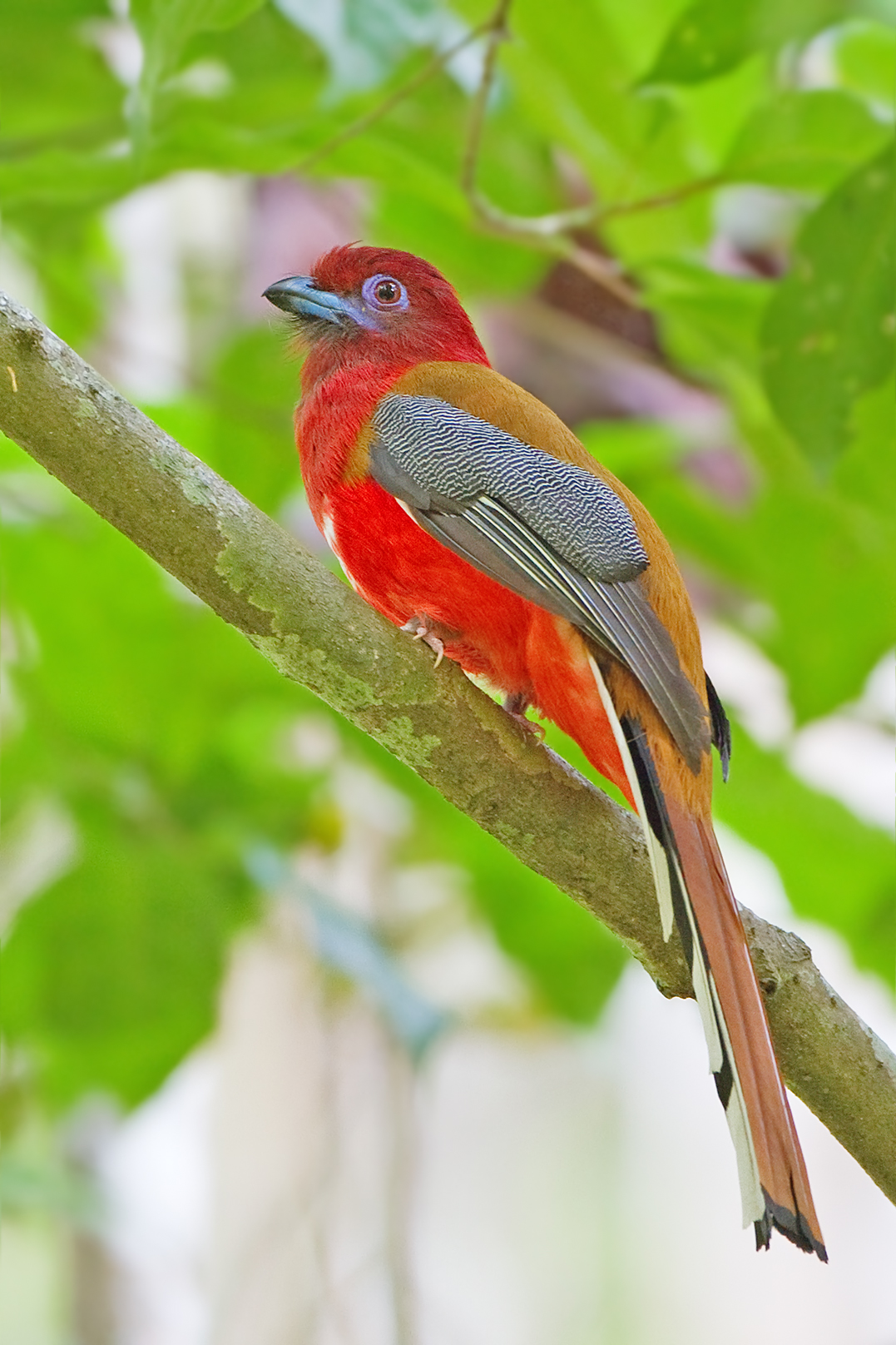
Harpactes erythrocephalus un trogón
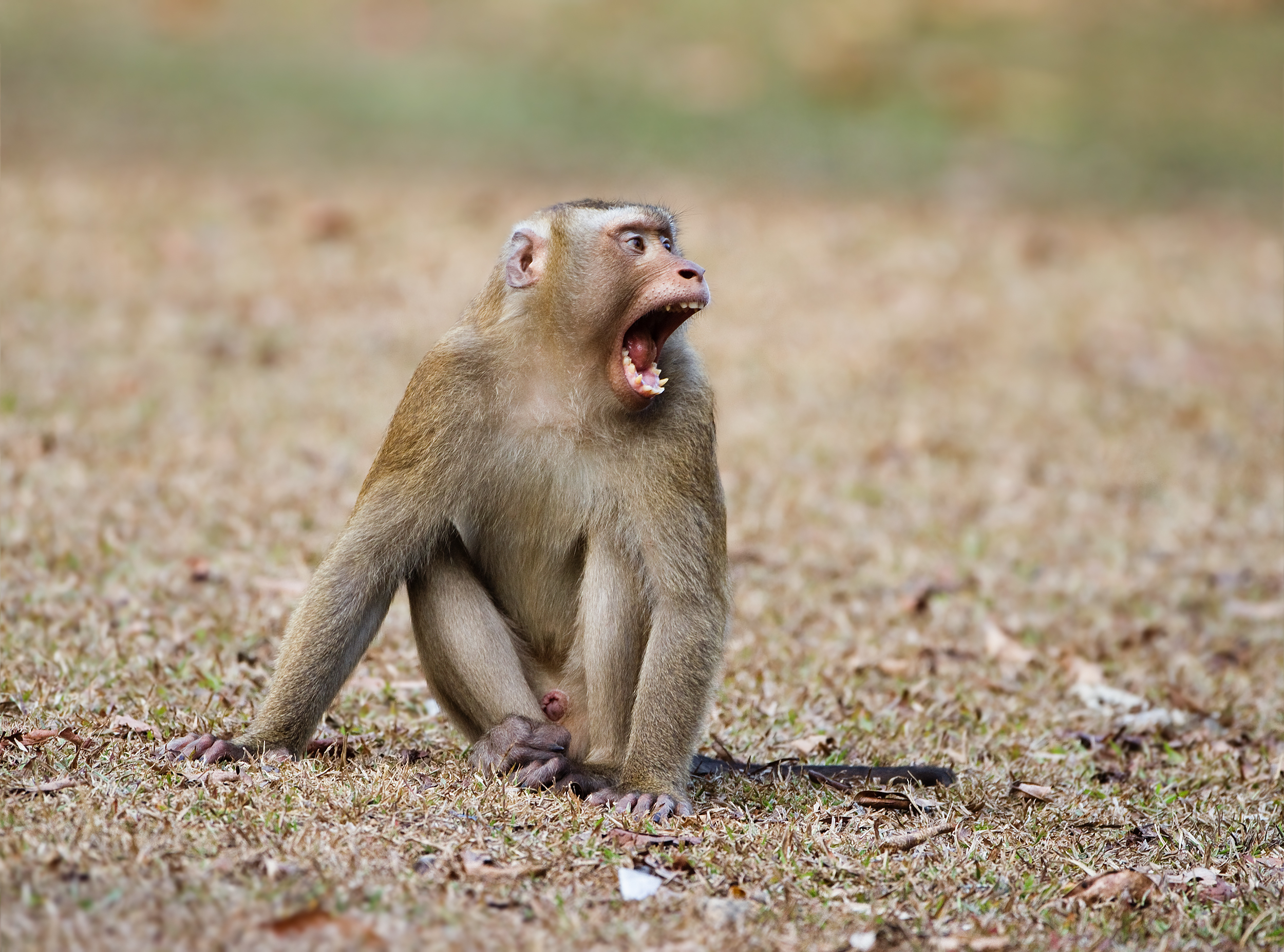
Macaca leonina.
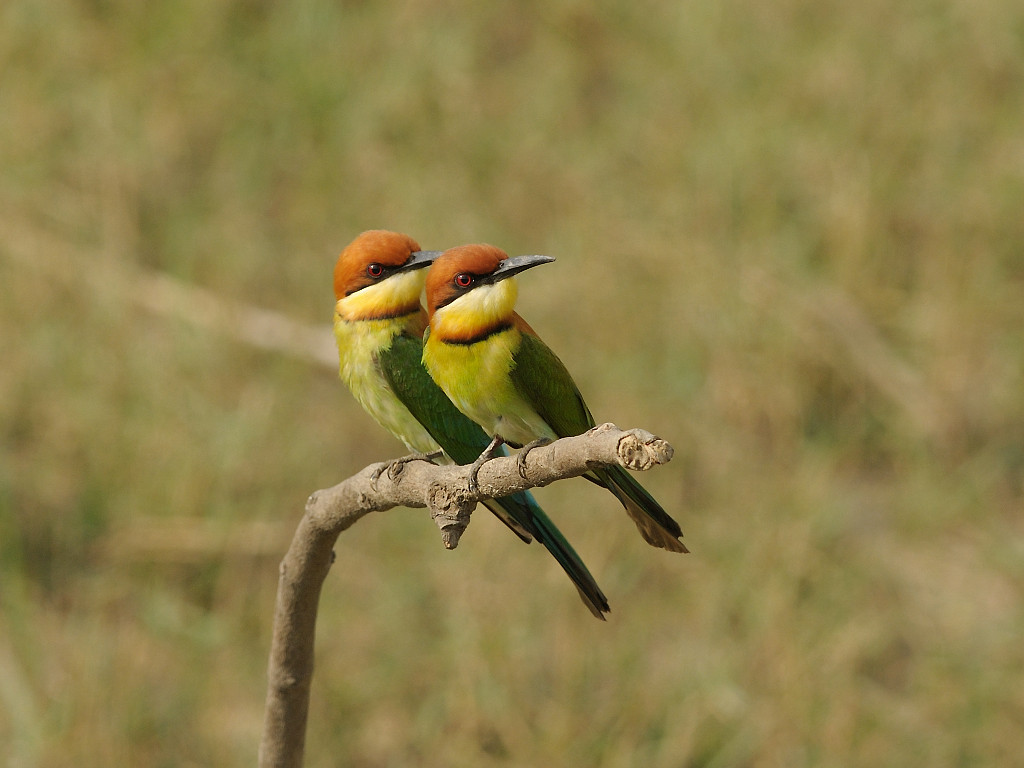
Harpactes erythrocephalus un trogón cabecirrojo.
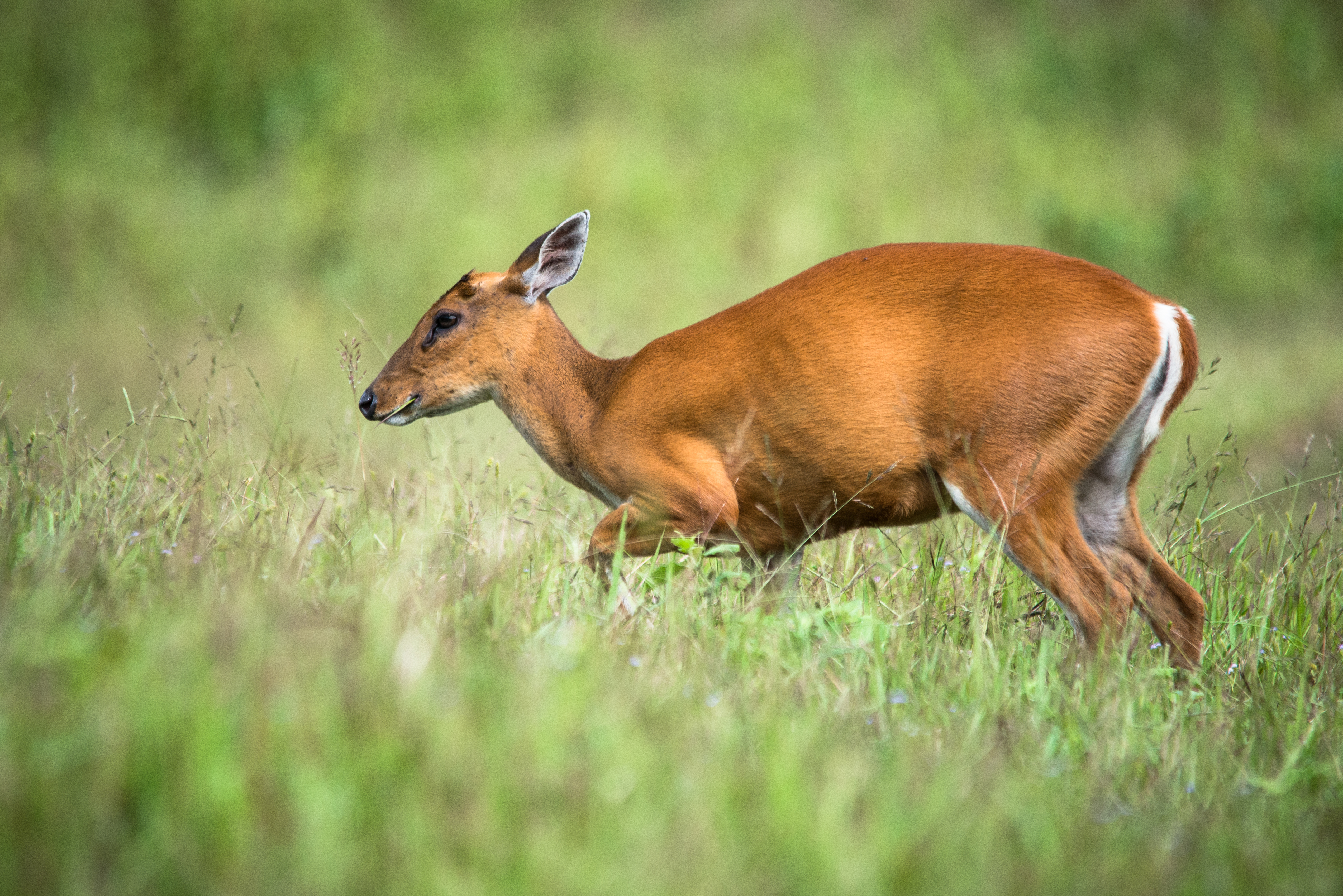
Muntiacus muntjak un muntiaco común.
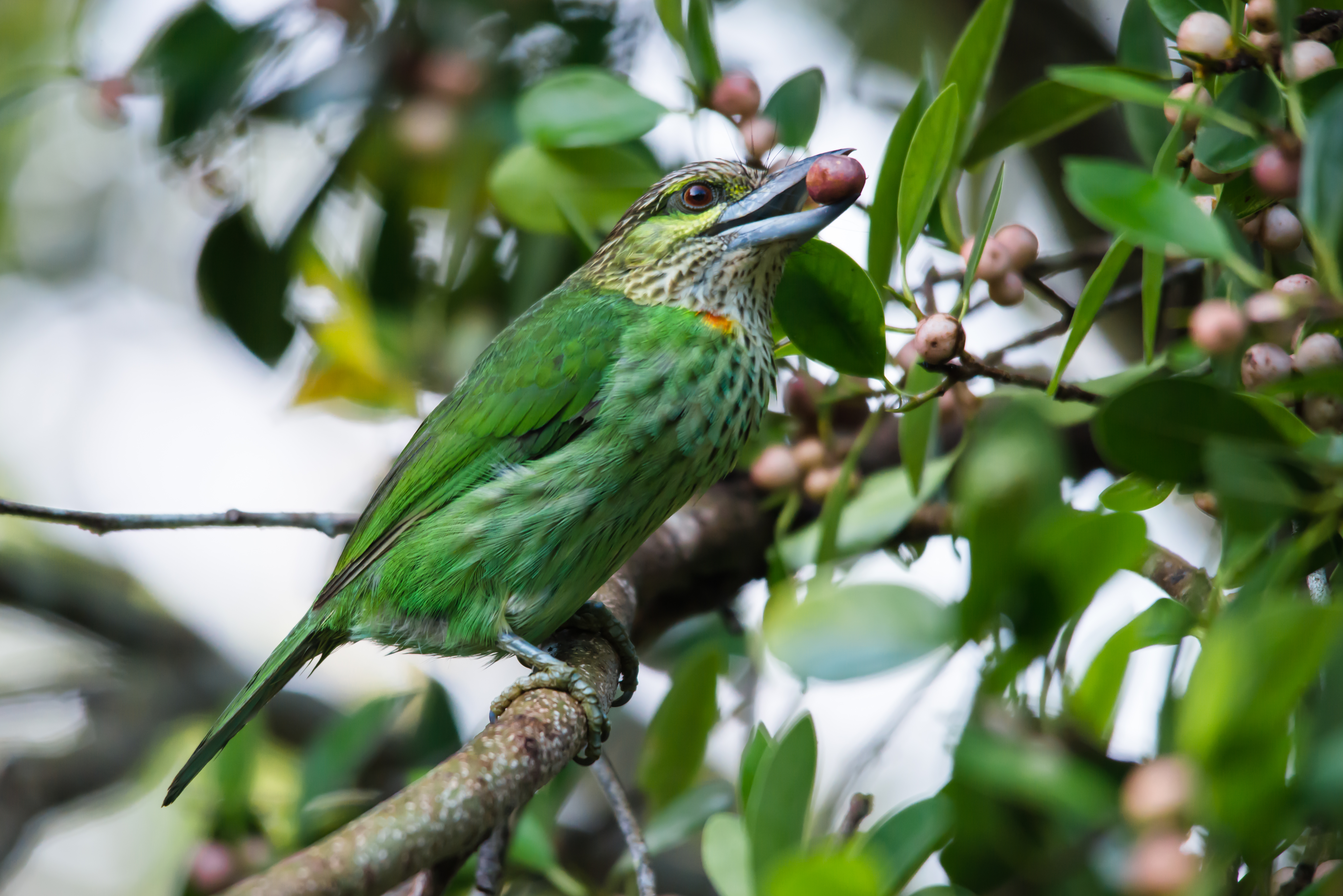
Psilopogon faiostrictus un barbudo orejiverde.
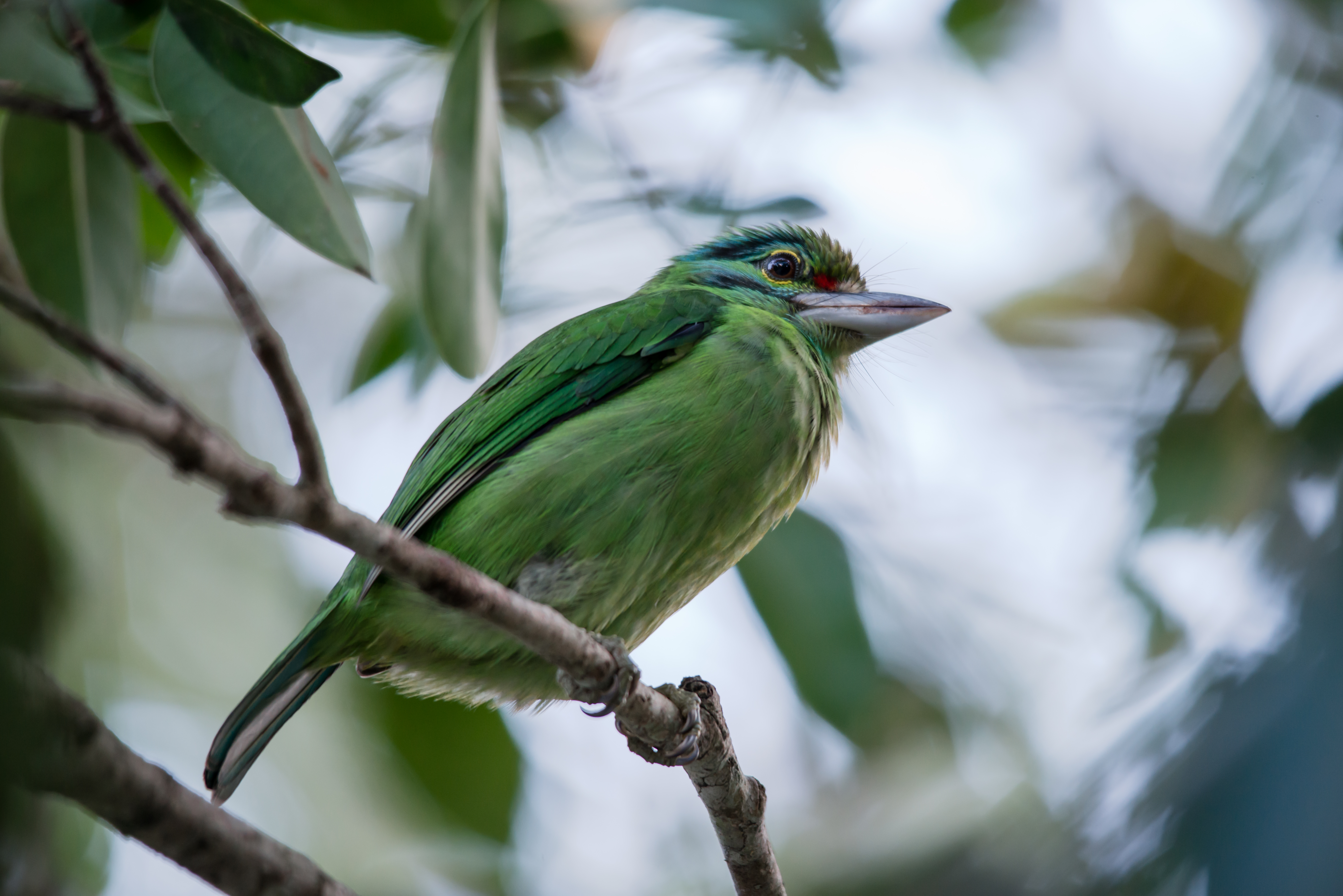
Psilopogon incognitus un barbudo bigotudo.
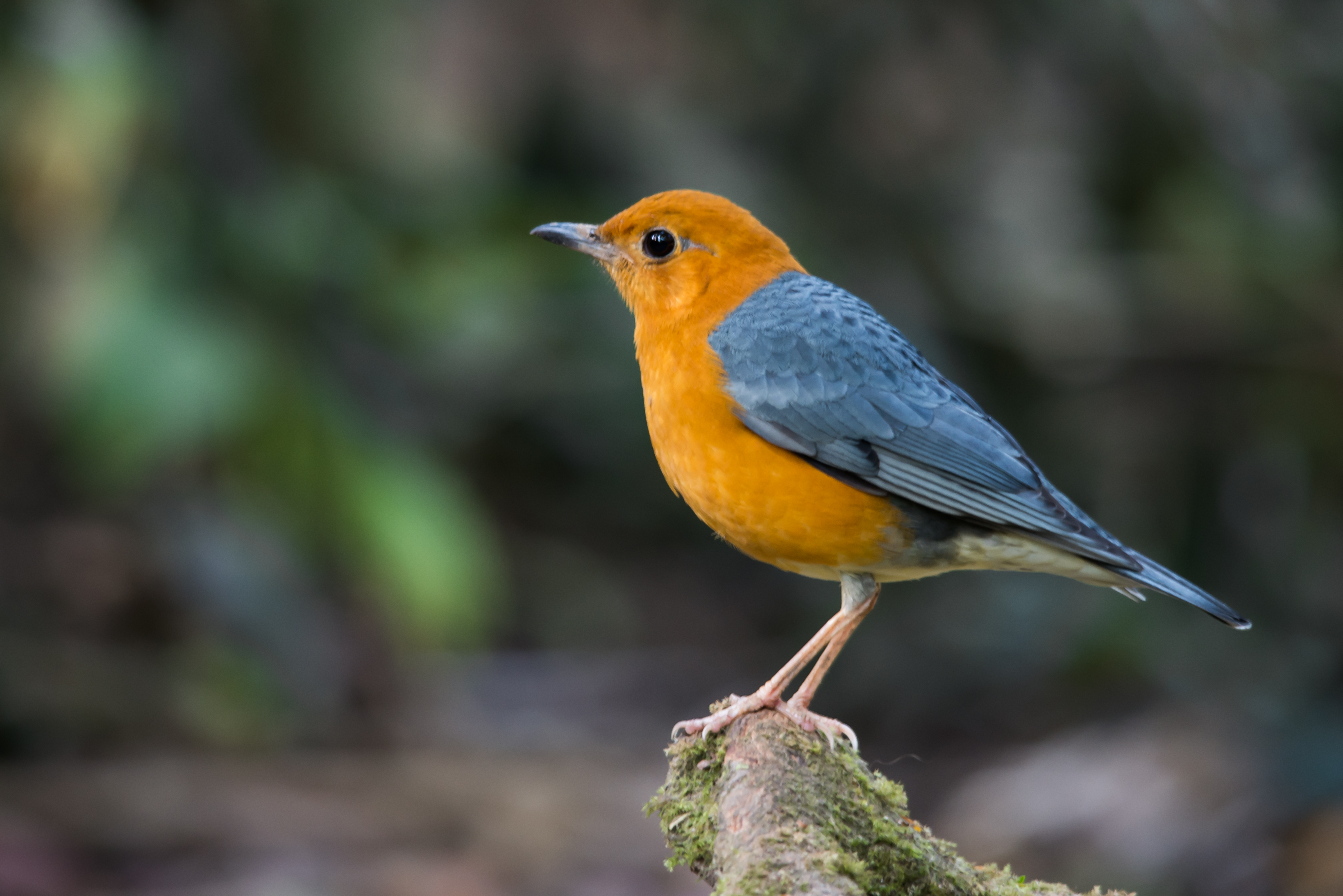
Geokichla citrina.
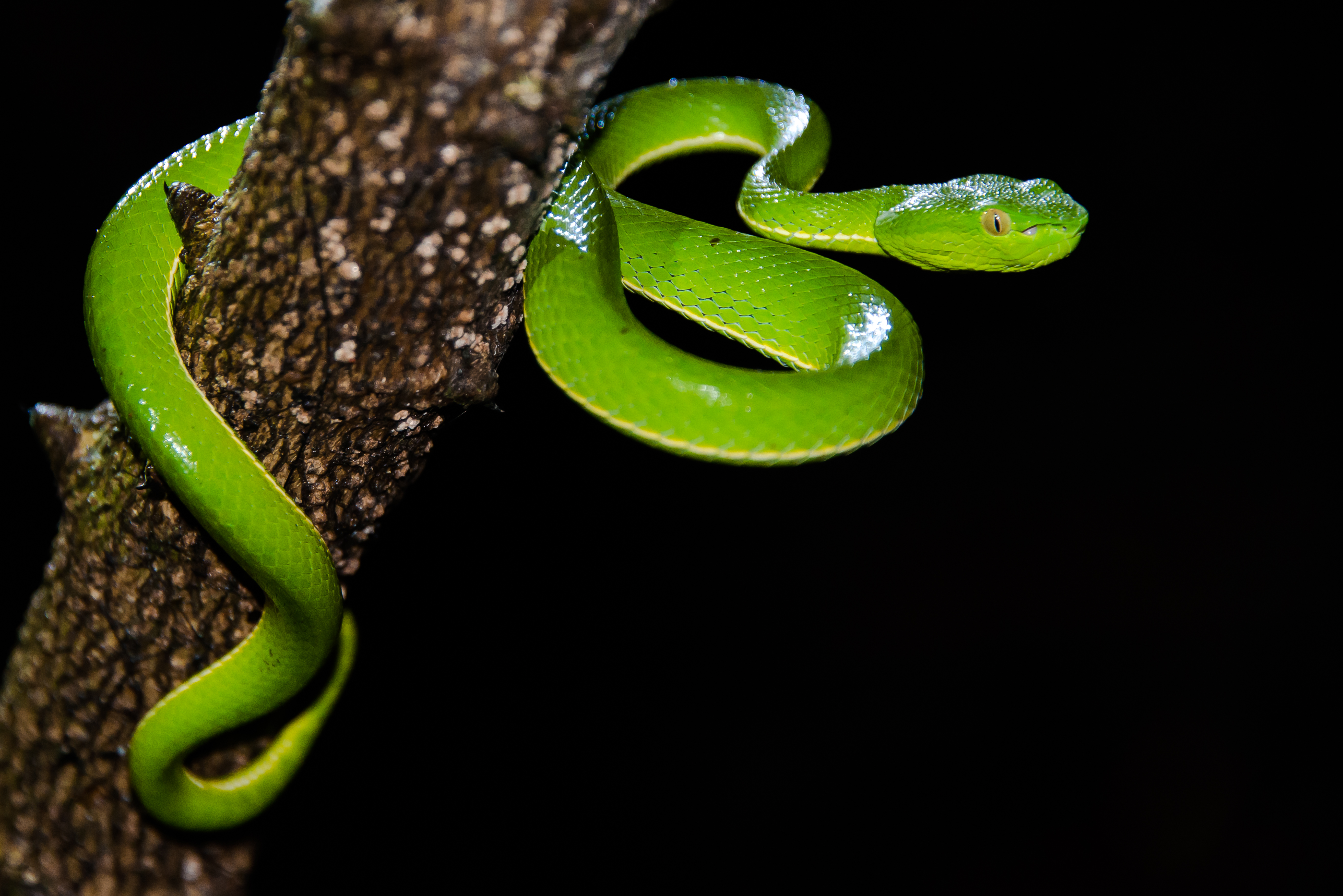
Un juvenil Trimeresurus vogeli